# Episodi di Superman (serie animata 1996) (prima stagione)
La prima stagione di Superman è andata in onda negli Stati Uniti dal 1996 al 1997 su Kids' WB ed è composta da 13 episodi. In Italia è stata trasmessa su Rete 4 a partire dal 1998.
| Nº | Titolo                                     | Titolo originale                   | Prima TV Stati Uniti | Prima TV Italia   |
| -- | ------------------------------------------ | ---------------------------------- | -------------------- | ----------------- |
| 1  | L'ultimo figlio di Krypton - Prima parte   | The Last Son of Krypton - Part I   | 6 settembre 1996     | 15 settembre 1998 |
| 2  | L'ultimo figlio di Krypton - Seconda parte | The Last Son of Krypton - Part II  | 6 settembre 1996     | 17 settembre 1998 |
| 3  | L'ultimo figlio di Krypton - Terza parte   | The Last Son of Krypton - Part III | 6 settembre 1996     | 19 settembre 1998 |
| 4  | Il giocattolaio                            | Fun and Games                      | 7 settembre 1996     |                   |
| 5  | Il raggio verde                            | A Little Piece of Home             | 14 settembre 1996    |                   |
| 6  | L'ora di mangiare                          | Feeding Time                       | 21 settembre 1996    |                   |
| 7  | L'uomo d'acciaio                           | The Way of All Flesh               | 19 ottobre 1996      |                   |
| 8  | Le sfere della conoscenza                  | Stolen Memories                    | 2 novembre 1996      |                   |
| 9  | L'ultimo zariano - Prima parte             | The Main Man - Part 1              | 9 novembre 1996      |                   |
| 10 | L'ultimo zariano - Seconda parte           | The Main Man - Part II             | 16 novembre 1996     |                   |
| 11 | La fidanzata di Luthor                     | My Girl                            | 23 novembre 1996     |                   |
| 12 | La borsa valori di Metropolis              | Tools of the Trade                 | 1º febbraio 1997     |                   |
| 13 | Due sono una folla                         | Two's a Crowd                      | 15 febbraio 1997     |                   |

## L'ultimo figlio di Krypton - Prima parte
- Titolo originale: The Last Son of Krypton - Part I
- Prima TV Stati Uniti: 6 settembre 1996

Nel pianeta Krypton lo scienziato Jor-El è convinto che il corpo celeste sia destinato a venire presto distrutto dai fortissimi terremoti che si verificano periodicamente, tuttavia il consiglio del pianeta non gli crede dato che Brainiac, un'intelligenza artificiale creata apposta per vegliare su Krypton, insiste nel fatto che non ci sia nulla di cui preoccuparsi. Brainiac tuttavia è ben conscio del fatto che il pianeta sia veramente in pericolo, ma non ha voluto ammetterlo per evitare che gli ordinassero di trovare una soluzione, cosa impossibile visto il poco tempo rimasto. Brainiac si sposta in un satellite artificiale per potersi salvare, mentre Jor-El, dopo aver scoperto il doppio gioco, decide di salvare almeno suo figlio, il piccolo Kal-El, addormentandolo e spedendolo sulla Terra con una piccola navicella spaziale. Durante il viaggio di Kal-El, Krypton viene distrutto.

## L'ultimo figlio di Krypton - Seconda parte
- Titolo originale: The Last Son of Krypton - Part II
- Prima TV Stati Uniti: 6 settembre 1996

Sulla Terra Kal-El viene ritrovato, sulla sua navicella, dai coniugi Kent di Smallville che, pur non sapendo nulla di lui, decidono di adottarlo e di chiamarlo Clark. Una volta cresciuto e diventato adolescente, Clark comincia tuttavia a sviluppare capacità sovrumane, senza riuscire a spiegarsi come ciò sia possibile. I suoi genitori adottivi decidono perciò di rivelargli in quale circostanza lo hanno trovato, facendogli vedere il veicolo spaziale con quale è giunto sulla Terra. Nel suddetto era contenuto un messaggio olografico dei suoi veri genitori e Clark, dopo averlo visto, si rende conto di essere un alieno. Una volta diventato adulto si trasferisce nella grande città di Metropolis, dove lavora per la rivista Daily Planet mentre, indossando un travestimento, utilizza i suoi poteri per salvare la popolazione da eventuali pericoli. Quando Clark e la sua collega Lois Lane vanno, per conto del Daily Planet, alla presentazione del Lexo-Skel 5000, un potente robot prodotto dal miliardario Lex Luthor, il luogo viene attaccato da alcuni veicoli militari.

## L'ultimo figlio di Krypton - Terza parte
- Titolo originale: The Last Son of Krypton - Part III
- Prima TV Stati Uniti: 6 settembre 1996

Clark si traveste da supereroe e si scontra con gli aerei, riuscendo a debellarne l'attacco ma non potendo impedire che rubino il Lexo-Skel 5000. A seguito di ciò Clark, come supereroe, diviene famoso col nome di Superman, ma in realtà sospetta che dietro al furto del robot ci sia lo stesso Lex Luthor, d'accordo con gli autori del crimine. Lois, indagando sul caso, si ritrova a dover affrontare i ladri, che si scagliano contro di lei col robot, ma Superman accorre in tempo per salvarla e fare arrestare i malviventi. Nel frattempo Brainiac, che sta vagando nello spazio sul satellite, riesce a impossessarsi di un'astronave aliena.

## Il Giocattolaio
- Titolo originale: Fun and Games
- Prima TV Stati Uniti: 7 settembre 1996

Alcuni criminali di Metropolis subiscono gli attacchi del Giocattolaio, uno strano uomo che indossa un travestimento che lo rende simile a un pupazzo. Il suddetto sembra essere in particolare contro Bruno Mannheim, un uomo che in passato è stato accusato di avere coperto delle scommesse illegali, senza che ciò venisse tuttavia mai provato. Clark indaga sul caso col giovane Jimmy Olsen, che lavora al Daily Planet, e i due scoprono che nel caso era implicato anche Wilson Schott, un uomo che è stato invece incarcerato, morendo però prima di aver scontato l'intera pena. Clark si rende conto che il Giocattolaio deve essere il figlio di Schott, che vuole vendicarsi di Mannheim. Il criminale vuole vendicarsi però anche di Lois, per ciò che ha scritto in passato sul giornale riguardo al caso, e perciò rapisce sia lei che Mannheim, portandoli in una sua base segreta, intenzionato a ucciderli. Superman riesce tuttavia ad accorrere in tempo per salvarli, nonostante il Giocattolaio faccia esplodere il luogo. Il supereroe riesce a far fuggire Lois e Mannheim in tempo, ma il Giocattolaio sembra essere rimasto nell'edificio durante l'esplosione. Inizialmente sono tutti convinti che il criminale sia morto, ma il dubbio che sia vivo rimane dato che, tra le macerie, non viene ritrovato il suo corpo.

## Il raggio verde
- Titolo originale: A Little Piece of Home
- Prima TV Stati Uniti: 14 settembre 1996

Lex Luthor scopre che alcune pietre messe in esposizione all'interno di un suo museo sono in realtà dei frammenti di roccia provenienti da Krypton che costituiscono un materiale, chiamato kryptonite, in grado di indebolire Superman, privandolo della sua proverbiale forza (pur non avendo invece alcun effetto sugli esseri umani). Dato che il supereroe ha rovinato il suo precedente piano criminale, Luthor è intenzionato a usare la pietra per sconfiggerlo, e così lo attira nel museo facendolo attaccare da un dinosauro robot, indebolendolo grazie alla kryptonite. Il materiale ha tuttavia un punto debole: il suo effetto può infatti essere schermato utilizzando del piombo, perciò, dopo che Lois riesce a mettere la pietra di kryptonite all'interno di un vaso metallico, Superman torna ad avere la sua forza di un tempo, riuscendo così a distruggere il robot.

## L'ora di mangiare
- Titolo originale: Feeding Time
- Prima TV Stati Uniti: 21 settembre 1996

Il criminale Rudy Jones, dopo essere entrato in contatto con una grossa quantità di liquido chimico, si trasforma in un essere in grado di assorbire temporaneamente la forza fisica altrui, rendendo i suddetti deboli. Rudy utilizza i propri poteri per terrorizzare Metropolis, venendo attaccato da Superman, a cui assorbe i poteri. Essendo indebolito, Rudy riesce facilmente a rapirlo. Superman riesce però a liberarsi e a far sì che Rudy entri in contatto con della kryptonite, che per lui risulta essere pericolosa, avendo assorbito i poteri di un kryptoniano. Successivamente Superman riacquista i suoi poteri, e Rudy viene incarcerato.

## L'uomo d'acciaio
- Titolo originale: The Way of All Flesh
- Prima TV Stati Uniti: 19 ottobre 1996

Il criminale John Corben, artefice del furto del Lexo-Skel 5000, viene contagiato da un virus letale, a cui non c'è cura. Il suo medico ha però una soluzione: lo fa evadere di prigione e lo porta poi da Lex Luthor, con cui aveva collaborato nel furto. Luthor lo sottopone così a un intervento che lo trasforma in un uomo di metallo, rendendolo fortissimo e immune a qualsiasi malattia e dotandolo di una pietra di kryptonite, così che possa battersi con Superman. Corben comincia così ad attaccare il supereroe, rendendosi però presto conto che l'operazione lo ha reso del tutto inumano, ed è ora impossibilitato a percepire sensazioni di piacere. Arrabbiatissimo per ciò, si scaglia contro Luthor, che gli promette di sistemare l'inconveniente (cosa che non è in realtà in grado di fare). Proprio in quel momento arriva Superman che si scontra con Corben. Il supereroe gli rivela tuttavia di aver scoperto che il virus gli è stato fatto assumere dal suo medico sotto ordine di Luthor. Corben è perciò nuovamente infuriato con Luthor ma, nel trambusto, finisce in mare, sprofondando. Nonostante ciò Corben è ancora vivo.

## Le sfere della conoscenza
- Titolo originale: Stolen Memories
- Prima TV Stati Uniti: 2 novembre 1996

Brainiac, che ora ha un corpo robotico, riesce a entrare in contatto con i terrestri. Gli abitanti della Terra sono però titubanti nell'accogliere Brainiac, così decidono di mandare Superman a parlare con lui. Nell'astronave di Brainiac Superman scopre le sfere della conoscenza, che racchiudono la memoria di tutti i pianeti visitati da Brainiac. Consultandole, l'eroe si rende conto che Brainiac ha l'abitudine di distruggere tutti i pianeti che visita, dopo averne documentato la storia. Superman, aiutato anche dalle armi di Luthor, riesce così a farlo andare via dalla Terra, provocando però la distruzione delle sfere. Il supereroe riesce tuttavia a salvarne una.

## L'ultimo zariano - Prima parte
- Titolo originale: The Main Man - Part 1
- Prima TV Stati Uniti: 9 novembre 1996

L'alieno cacciatore di taglie Lobo viene assunto da Preserver, un collezionista di specie rare, per rapire Superman, essendo l'ultimo kryptoniano rimasto. Lobo giunge così sulla Terra e, vista la sua incredibile potenza fisica, riesce nell'impresa, portando il supereroe nell'astronave di Preserver. Quest'ultimo tuttavia imprigiona poi anche Lobo, in quanto lui è l'ultimo czarniano, avendo lui stesso ucciso tutti i suoi simili.
Nota: nel titolo italiano il termine "czarniano" viene erroneamente indicato come "zariano", nonostante nel doppiaggio italiano fosse invece stato reso come "zarniano".

## L'ultimo zariano - Seconda parte
- Titolo originale: The Main Man - Part II
- Prima TV Stati Uniti: 16 novembre 1996

Superman riesce a liberarsi e decide di liberare Lobo e di allearsi con lui per sconfiggere Preserver, riuscendo nell'impresa. Lobo torna così nel pianeta da cui era venuto, mentre Superman torna sulla Terra, dove nasconde tutti gli animali imprigionati da Preserver in un rifugio tra i ghiacci.
Nota: nel titolo italiano il termine "czarniano" viene erroneamente indicato come "zariano", nonostante nel doppiaggio italiano fosse invece stato reso come "zarniano".

## La fidanzata di Luthor
- Titolo originale: My Girl
- Prima TV Stati Uniti: 23 novembre 1996

Lex Luthor ha cominciato una relazione con Lana Lang, che in passato ha avuto una relazione con Clark. Lei, parlando con Superman, gli rivela di conoscere la sua vera identità poiché, quando andavano a scuola, l'aveva messa al corrente del fatto di aver sviluppato capacità sovrumane. Lana, che è in realtà ancora innamorata di Clark, decide così di aiutarlo quando sospetta che Luthor stia contrabbandando armi illegalmente. Luthor, che si è reso conto della situazione, decide di depistarla facendole credere di doversi trovare nella città di Central City per il contrabbando, e Lana informa Superman. Quest'ultimo si rende però conto del depistaggio e giunge nel luogo esatto, dove riesce a fermare il contrabbando. Successivamente Lana decide di andarsene.

## La borsa valori di Metropolis
- Titolo originale: Tools of the Trade
- Prima TV Stati Uniti: 1º febbraio 1997

Bruno Mannheim riceve degli arnesi sofisticatissimi dal misterioso Kanto, grazie al quale compie numerosi furti. L'ispettore Dan Turpin è deciso a risolvere il caso e, alla fine, riuscirà in effetti ad aiutare Superman a porre fine ai crimini di Mannheim. Quest'ultimo sparisce tuttavia dalla circolazione dato che, dopo aver attraversato un portale insieme a Kanto, si ritrova nel pianeta Apokolips, dove incontra il capo di Kanto, Darkseid.

## Due sono una folla
- Titolo originale: Two's a Crowd
- Prima TV Stati Uniti: 15 febbraio 1997

Il criminale Earl Garver attiva una potente bomba e minaccia di non fermare il conto alla rovescia se non gli verrà consegnata un'ingente somma di denaro. Garver tuttavia subisce una commozione cerebrale e, per fermare la bomba, le autorità di vedono costrette a farsi aiutare da Rudy Jones, chiedendogli di assorbire la forza vitale di Garver così da conoscere la posizione della bomba. Rudy e Garver, che si ritrovano così a condividere lo stesso corpo, decidono però di fare squadra e, dopo essere fuggiti e aver fatto disattivare la bomba a Superman, i due assorbono i suoi poteri. Il supereroe riesce tuttavia a convincere Rudy ad abbandonare Garver, così ognuno dei due criminali torna nel proprio corpo, e i due vengono nuovamente incarcerati.